# Yomar Rocha
Yomar René Rocha Rodríguez (Beni, 21 giugno 2003) è un calciatore boliviano, difensore del Bolívar e della nazionale boliviana.

## Carriera

### Club
Rocha è cresciuto nel settore giovanile del Bolívar ed ha debuttato in prima squadra il 19 settembre 2021 nell'incontro di Primera División perso 2-1 contro l'Ind. Petrolero. Ha segnato il suo primo gol il 22 maggio 2022 contro il Wilstermann.

### Nazionale
Nel 2023 ha partecipato con la Bolivia Under-20 al campionato sudamericano di categoria; successivamente ha giocato anche nella nazionale boliviana Under-23.
Il 22 marzo 2024 ha debuttato con la nazionale maggiore nell'incontro amichevole perso 3-2 contro l'Algeria ed il 17 giugno seguente è stato incluso nella lista finale di convocati per la Copa América 2024.

## Statistiche

### Presenze e reti nei club
Statistiche aggiornate al 19 giugno 2024.
| Stagione        | Squadra         | Campionato      | Campionato | Campionato | Coppe nazionali | Coppe nazionali | Coppe nazionali | Coppe continentali | Coppe continentali | Coppe continentali | Altre coppe | Altre coppe | Altre coppe | Totale | Totale | Totale |
| Stagione        | Squadra         | Comp            | Pres       | Reti       | Comp            | Pres            | Reti            | Comp               | Pres               | Reti               | Comp        | Pres        | Reti        | Pres   | Reti   |        |
| --------------- | --------------- | --------------- | ---------- | ---------- | --------------- | --------------- | --------------- | ------------------ | ------------------ | ------------------ | ----------- | ----------- | ----------- | ------ | ------ | ------ |
| 2021            | Bolívar         | PD              | 3          | 0          |                 | -               | -               |                    | -                  | -                  |             | -           | -           | 3      | 0      |        |
| 2022            | Bolívar         | PD              | 22         | 2          |                 | -               | -               | CL                 | 0                  | 0                  |             | -           | -           | 22     | 2      |        |
| 2023            | Bolívar         | PD              | 9          | 2          | CdL             | 6               | 1               | CL                 | 0                  |                    |             | -           | -           | 15     | 3      |        |
| 2024            | Bolívar         | PD              | 14         | 0          | CdL             | 0               | 0               | CL                 | 4                  | 0                  |             | -           | -           | 18     | 0      |        |
| Totale carriera | Totale carriera | Totale carriera | 48         | 4          |                 | 6               | 1               |                    | 4                  | 0                  |             | -           | -           | 58     | 5      |        |

### Cronologia presenze e reti in nazionale
| Cronologia completa delle presenze e delle reti in nazionale ― Bolivia | Cronologia completa delle presenze e delle reti in nazionale ― Bolivia | Cronologia completa delle presenze e delle reti in nazionale ― Bolivia | Cronologia completa delle presenze e delle reti in nazionale ― Bolivia | Cronologia completa delle presenze e delle reti in nazionale ― Bolivia | Cronologia completa delle presenze e delle reti in nazionale ― Bolivia | Cronologia completa delle presenze e delle reti in nazionale ― Bolivia | Cronologia completa delle presenze e delle reti in nazionale ― Bolivia |
| Data                                                                   | Città                                                                  | In casa                                                                | Risultato                                                              | Ospiti                                                                 | Competizione                                                           | Reti                                                                   | Note                                                                   |
| ---------------------------------------------------------------------- | ---------------------------------------------------------------------- | ---------------------------------------------------------------------- | ---------------------------------------------------------------------- | ---------------------------------------------------------------------- | ---------------------------------------------------------------------- | ---------------------------------------------------------------------- | ---------------------------------------------------------------------- |
| 22-3-2024                                                              | Algeri                                                                 | Algeria                                                                | 3 – 2                                                                  | Bolivia                                                                | Amichevole                                                             | -                                                                      | 90+1’                                                                  |
| 25-3-2024                                                              | Algeri                                                                 | Bolivia                                                                | 1 – 0                                                                  | Andorra                                                                | Amichevole                                                             | -                                                                      | 96’                                                                    |
| 31-5-2024                                                              | Chicago                                                                | Messico                                                                | 1 – 0                                                                  | Bolivia                                                                | Amichevole                                                             | -                                                                      | 46’                                                                    |
| 27-6-2024                                                              | East Rutherford                                                        | Uruguay                                                                | 5 – 0                                                                  | Bolivia                                                                | Coppa America 2024 - 1º turno                                          | -                                                                      | 65’ 74’                                                                |
| 1-7-2024                                                               | Orlando                                                                | Bolivia                                                                | 1 – 3                                                                  | Panama                                                                 | Coppa America 2024 - 1º turno                                          | -                                                                      | 63’                                                                    |
| 10-9-2024                                                              | Santiago del Cile                                                      | Cile                                                                   | 1 – 2                                                                  | Bolivia                                                                | Qual. Mondiali 2026                                                    | -                                                                      | 68’                                                                    |
| 14-11-2024                                                             | Guayaquil                                                              | Ecuador                                                                | 4 – 0                                                                  | Bolivia                                                                | Qual. Mondiali 2026                                                    | -                                                                      | 80’                                                                    |
| 25-3-2025                                                              | El Alto                                                                | Bolivia                                                                | 0 – 0                                                                  | Uruguay                                                                | Qual. Mondiali 2026                                                    | -                                                                      | 72’                                                                    |
| 10-6-2025                                                              | El Alto                                                                | Bolivia                                                                | 2 – 0                                                                  | Cile                                                                   | Qual. Mondiali 2026                                                    | -                                                                      | 83’                                                                    |
| Totale                                                                 |                                                                        | Presenze                                                               | 9                                                                      |                                                                        | Reti                                                                   | 0                                                                      |                                                                        |

## Palmarès

### Club

#### Competizioni nazionali
- Campionato boliviano: 2

Bolívar: 2022 (Apertura), 2024
- Copa de la División Profesional: 1

Bolívar: 2023